# Pia Tafdrup
Pia Tafdrup (Copenaghen, 29 maggio 1952) è una scrittrice e poetessa danese occasionalmente opinionista su alcune emittenti radio locali, nota in tutta l'Europa settentrionale per aver vinto il Nordisk råds litteraturpris (del quale, tra gli altri, sono stati insigniti Eyvind Johnson e Tomas Tranströmer prima del Nobel) nel 1999 e lo Svenska Akademiens nordiska pris nel 2006.
Eletta membro della Reale Accademia Letteraria Danese nel 1989, le è stato poi conferito nel 2001 il titolo di appartenente all'Ordine del Dannebrog.
Le sue opere sono state tradotte in oltre venti lingue. In particolare, le raccolte poetiche Spring Tide (1989) e Queen's Gate (2001) sono state le prime ad essere state tradotte in Inglese. Le è stata riconosciuta una "parentela letteraria" con il connazionale poeta romantico Emil Aarestrup e con la poetessa modernista Katarina Frostenson.